# Joaquín Villalobos
Joaquín Villalobos (San Salvador, 1951) es un exguerrillero y expolítico salvadoreño, exmiembro y máximo dirigente del Ejército Revolucionario del Pueblo (ERP), una de las cinco organizaciones que conformaron en 1980 el Frente Farabundo Martí para la Liberación Nacional, durante la guerra civil de El Salvador.

## Formación
Estudió en el Liceo Salvadoreño, un colegio marista y posteriormente ingreso a la Universidad de El Salvador. Desde 1972 fue miembro de El Grupo, una organización armada clandestina, germen del ERP, y que fue responsable del secuestro del empresario Roberto Poma. Para 1972, participó en la fundación del ERP.  

## Ejército Revolucionario del Pueblo

### Ejecución de Roque Dalton

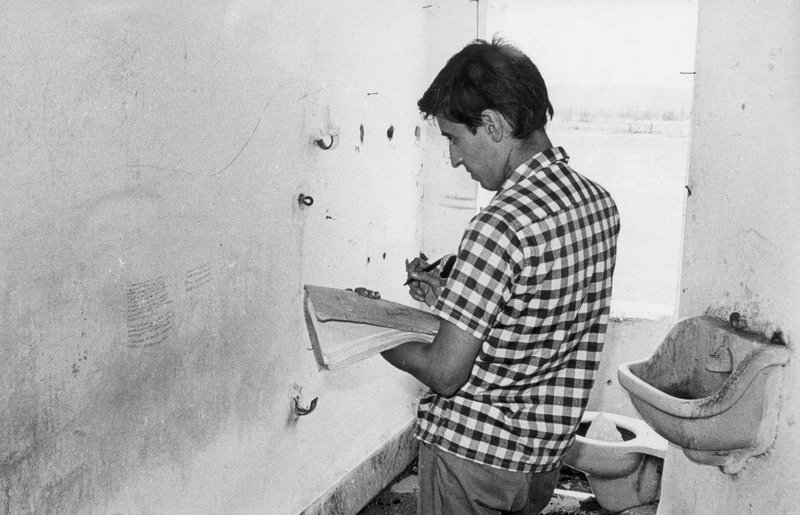
Roque Dalton (1967).

En 1975, Alejandro Rivas Mira y otros miembros respaldaron el juicio político que culminó con el asesinato del poeta Roque Dalton.  Alejandro Rivas Mira, que por entonces era el jefe máximo del Ejército Revolucionario del Pueblo (ERP), mantuvo una rivalidad con Roque Dalton ya que este proponía la creación de un partido político que tendría bajo control a la organización armada del ERP, liderada por Rivas Mira quien veía con desagrado dicha propuesta ya que tenía una corriente de pensamiento más militarista y de gestionar una guerra. La sentencia de muerte fue aprobada por dos miembros del tribunal de guerra: Vladimir Rogel y Joaquín Villalobos. Pero no se sabe con certeza quién disparó contra Dalton.
Casi 18 años después del asesinato del poeta revolucionario, el periodista Juan José Dalton ―hijo de Roque― entrevistó a Villalobos, quien calificó el asesinato de «injusto, un error de juventud, el más grave que cometí». Juan José Dalton no admitió la explicación, porque «ello sería aceptar que esa etapa de la vida ―la juventud― es potencialmente criminal, lo cual no es posible».
Villalobos declaró al diario mexicano Excélsior que «Jorge Alberto Meléndez (Jonás) estuvo entre los que decidieron la muerte de Dalton». No obstante, Saúl Mendoza, uno de los guardianes durante los 30 días que duró la detención clandestina de Dalton y Pancho (Armando Arteaga) en una casa de seguridad del ERP en el barrio Santa Anita, ha afirmado que fue testigo presencial ―junto con el mismo Jorge Alberto Meléndez― del momento preciso en el que Villalobos disparó dos veces contra Dalton, quien estaba conversando con Meléndez. En 2016, Saúl Mendoza también contó que «Pancho fue asesinado por un alto comandante del ERP». En abril de 2012, el Tribunal Superior de San Salvador confirmó el sobreseimiento definitivo de la causa.

### Comandante guerrillero

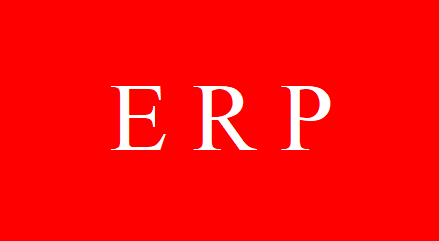

En 1976 se convirtió en secretario general del ERP tras la deserción de Alejandro Rivas Mira y en 1980 participó en las conversaciones entre las distintas organizaciones armadas de izquierda para conformar el FMLN como frente coordinado para la guerra. 

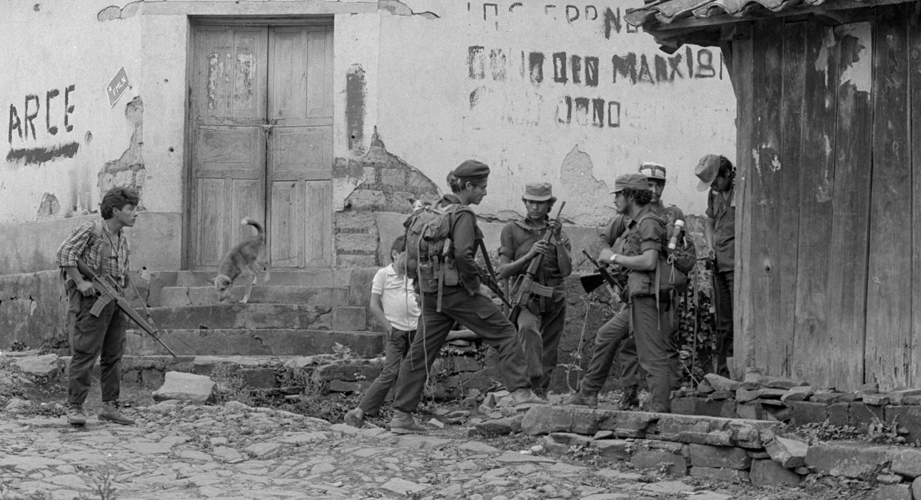
ERP-FMLN Perquín 1990.

Durante la guerra civil salvadoreña, Villalobos, conocido por su seudónimo Comandante Atilio, era considerado uno de los principales estrategas militares del FMLN. Entre 1981 y 1988, Villalobos comandó las unidades guerrilleras del ERP, en el norte del departamento de Morazán. Durante los años de guerra, Villalobos mantuvo un enfrentamiento ideológico con el dirigente comunista Schafik Handal por la dirección del FMLN.

### Negociador de la paz
Fue miembro de la delegación negociadora del  FMLN en el proceso de paz y fue uno de los signatarios de los Acuerdos de paz de 1992 que pusieron fin la guerra civil de El Salvador. Como consecuencia de los Acuerdos de Paz, el FMLN se convirtió en un partido político legal.
Villalobos continuó como miembro del FMLN hasta 1994, aunque sus opiniones se hicieron antagonistas con otros líderes del partido, cuando comenzó a proponer que el FMLN adoptara la ideología socialdemócrata. En 1995, él junto con otros antiguos dirigentes del ERP, abandonaron el FMLN para formar un nuevo partido político centrista, el Partido Demócrata, que desapareció como un partido político en las elecciones de 1999. A finales de ese año, Villalobos se trasladó a Inglaterra para estudiar en la Universidad de Oxford.

## Actividad posterior
Villalobos se volvió un crítico abierto de la izquierda de El Salvador y de todos los movimientos de izquierda de otros países latinoamericanos cercanos al presidente venezolano Hugo Chávez.
Ha sido asesor en seguridad y resolución de conflictos en distintos países como Sri Lanka, Filipinas y Bosnia, incluida la negociación del acuerdo de paz en Colombia entre el gobierno de ese país y las Fuerzas Armadas Revolucionarias de Colombia (FARC), en 2016.
Periódicamente publica artículos en el periódico español El País.